# Iglesia de Santa Teresa (Huesca)
La iglesia de Santa Teresa de Huesca es un templo barroco del siglo XVII y que es el último remanente del desaparecido convento de Santa Teresa de Huesca.

## Historia
Aunque la comunidad carmelita descalza existía en Huesca desde el 1627, la comunidad femenina no se trasladó a la población oscense hasta el 1642, trasladándose desde Tamarite de Litera debido a la guerra en Cataluña aunque esta tuvo una serie de problemas con el inicio de la construcción del convento y con el concejo, llegando a intervenir tres veces el rey Felipe IV en favor de las carmelitas descalzas para que estas realizaran la construcción del mismo en unas eras que según el convento eran de uso público.
Finalmente, la construcción se inició en verano del 1660 tras un último aviso del monarca al concejo de la ciudad, el cual aprobó la construcción el 10 de junio del mismo año, trasladándose la comunidad al aún inacabado convento en el 1674 y aún en el 1704 firmaban un contrato con el maestro Juan Nadal para continuar la construcción de la recientemente iniciada iglesia según el trazado del hermano carmelo José del Santísimo Sacramento, quien ya había dirigido la construcción del convento masculino de San Alberto de la población oscense, finalizándose la construcción en el 1725 tras una donación del I marqués de la Compuesta, José Rodrigo y Villalpando, quien era hermano de la hermana Lorenza de San José.

## Descripción

### Exterior
Actualmente la única parte exterior del templo visible es la fachada, que sigue el arquetipo carmelitano, estando rematada por un frontón y señalada por antas dobles y dividida en dos pisos con tres calles.
En el piso inferior se encuentra la portada bajo un arco adintelado con dovelas alternas que se enmarcan en unas pilastras con poco relieve bajo un frontón curvo, mientras que el piso superior tiene tres calles separadas por pilastras en la cual la central tiene una hornacina en exedra decorada con bocel del ladrillo aplantillado a la altura de la imposta en la que se encuentra una imagen de Teresa de Jesús siendo inspirada por el Espíritu Santo en forma de paloma sobre el cual antiguamente había un ventanal pero que actualmente se encuentra tapiado. En las calles laterales hay dos escudos de la orden carmelita que se encuentran un poco más elevadas que la hornacina, junto con un entablamento en el que se resaltan los capiteles de las pilastras compuesto por un bocel filete y talón.
El alero de la fachada, compuesto por la cornisa que tiene un cuarto de bocel aplantillado a sardinel, filete a soga de tres hiladas y un talón también de ladrillo aplantillado, al igual que el frontón tiene un óculo central con pirámides que tienen bolas en los ángulos a modo de acróteras, mientras que la espadaña se encuentra en el lado de la epístola, siendo de un solo cuerpo con dos arcos de medio punto rematado en piñón.

### Interior
Se trata de un templo de planta de cruz latina con una nave de tres tramos que cuenta con un coro alto en el tramo de los pies, aunque posteriormente fue ampliado para abarcar la mitad del siguiente, que está cubierto con una celosía de madera dentro de una estructura arquitrabada, siendo la cúpula del sotocoro de tres tramos de lunetos de sección de carpanel estando los perpiaños apoyados en unas ménsulas, no cuenta con capillas laterales.
Toda la iglesia está cubierta con bóveda de cañón con lunetos menos en el crucero, donde se cubre con una cúpula ciega sobre pechinas que está ligeramente peraltada, en el plano original contaba con una serie de ventanas adinteladas al exterior para iluminar el interior junto con unos arcos escarzanos en la parte interior del crucero y vano central del hastial de los pies aunque esto fue posteriormente tapiado.

#### Retablos
En el momento de su consagración en el 1725 contaba con tres retablos, siendo el mayor dedicado a Teresa de Jesús y otros dos menores que se encontraban ubicados en ángulos de los brazos del crucero, ya que pictóricamente se relacionaban con el de la santa carmelita, siendo de la Virgen del Carmen y de San José y que actualmente se conservan aunque incompletos.

##### Retablos de Santa Teresa de Jesús
El retablo de Santa Teresa era originalmente de la capilla homónima del convento masculino de San Alberto, siendo cedido por el rector fray Pedro de la Santísima Trinidad por la consagración del templo y por el que las religiosas a cambio regalaron un cuadro de la santa para colocarlo en la dicha capilla original, aunque actualmente este se encuentra en el nuevo convento fundado en el 1989 y que está ubicado a las afueras de Huesca. Es un retablo sencillo del siglo XVII de pequeñas dimensiones y que solo representa a la santa carmelita en pintura, contando con una predela decorada con tres lienzos y un cuerpo principal flanqueado por columnas que muestran el escudo carmelita en el tercio inferior de su fuste, que es estriado, mientras que otro escudo de la orden la remata entre fragmentos de frontón curvo y arrollado con volutas.

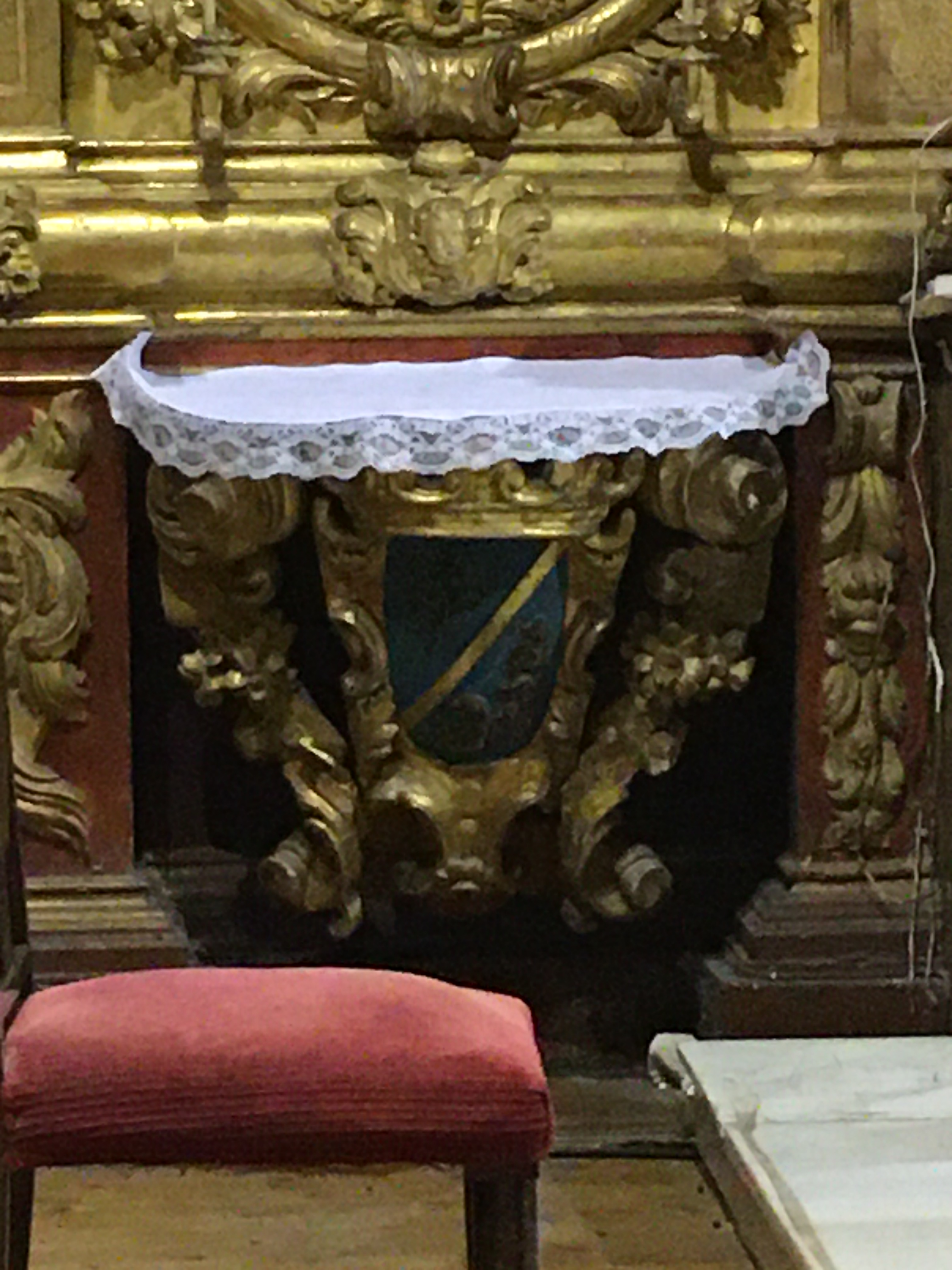
Escudo del promotor del retablo mayor, José de Aliaga, en el sotabanco del mismo.

Actualmente en el templo se encuentra otro retablo que fue hecho poco después entre el 1738 y 1739 según los gustos del momento y que aunque es igualmente de un solo tema pictórico combina tanto escultura como pintura, siendo obra de Tomás Vicién. Es de madera dorada y policromada con columnas de fuste liso con guirnaldas que siguen el estilo escultórico del Barroco tardío mientras que en el sotabanco tiene representados dos escudos heráldicos, siendo uno de ellos el del benefactor del mismos José de Aliaga, y en el centro de la predela tiene un tabernáculo ornamentado mientras que en sus laterales tiene dos hornacinas de óculos ovalados para colocar reliquias.
El cuerpo principal está compuesto por tres calles separadas entre sí por columnas lisas azules con guirnaldas, en la calle central se encuentra bajo un tablero de medio punto una escultura de Teresa de Jesús sobre angelotes como doctora de la iglesia, mientras que en las laterales se encuentran esculturas de Santa Ana, representada con una túnica ceñida y un libro mientras que San Joaquín está representado como un hombre anciano con barbas blancas. 
El ático tiene una composición igual que el cuerpo, teniendo en la calle central una escultura del Niño Jesús de gran tamaño que porta en su mano el orbe del mundo mientas que está flanqueado por la Virgen María y por San José.